# Hikime kagibana
Le hikime kagibana (引目鉤鼻) est une technique de représentation des visages avec quatre traits sur fond blanc, similaire à des masques nô, pour marquer l’effacement extrême des aristocrates dans le répertoire de la peinture japonaise, depuis l'époque de Heian jusqu'à l'époque de Kamakura, essentiellement dans les emaki du style yamato-e. Son influence s'étend aux ukiyoe de l'époque d'Edo et même plus tard.

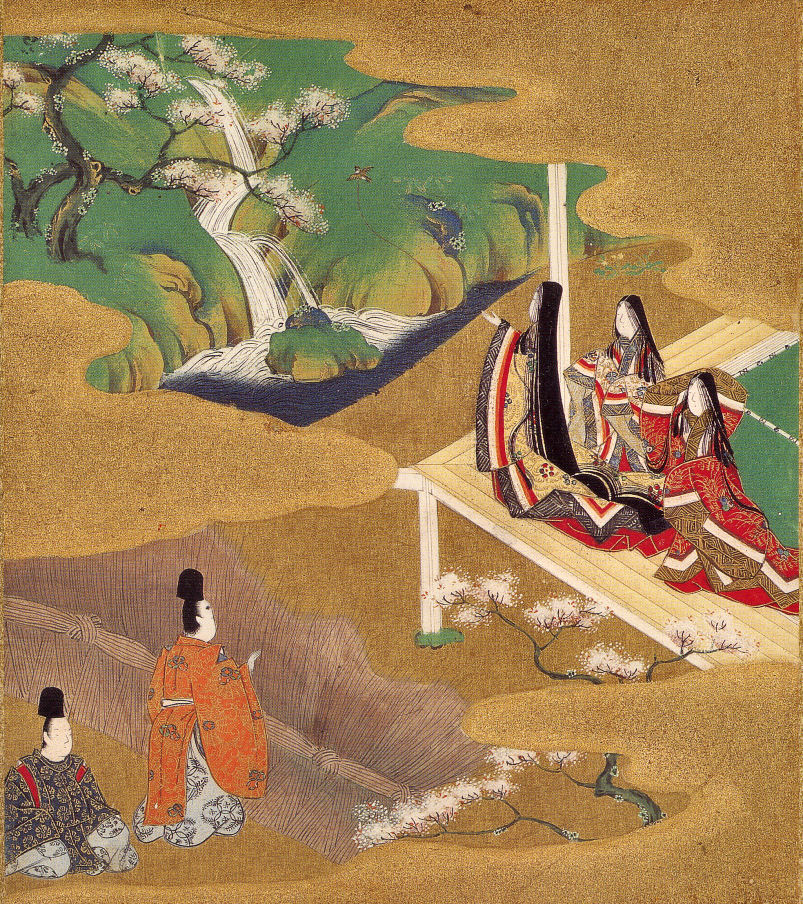
Scène du Genji monogatari par Tosa Mitsuoki, XVIIe siècle, école Tosa de renaissance du style yamato-e.

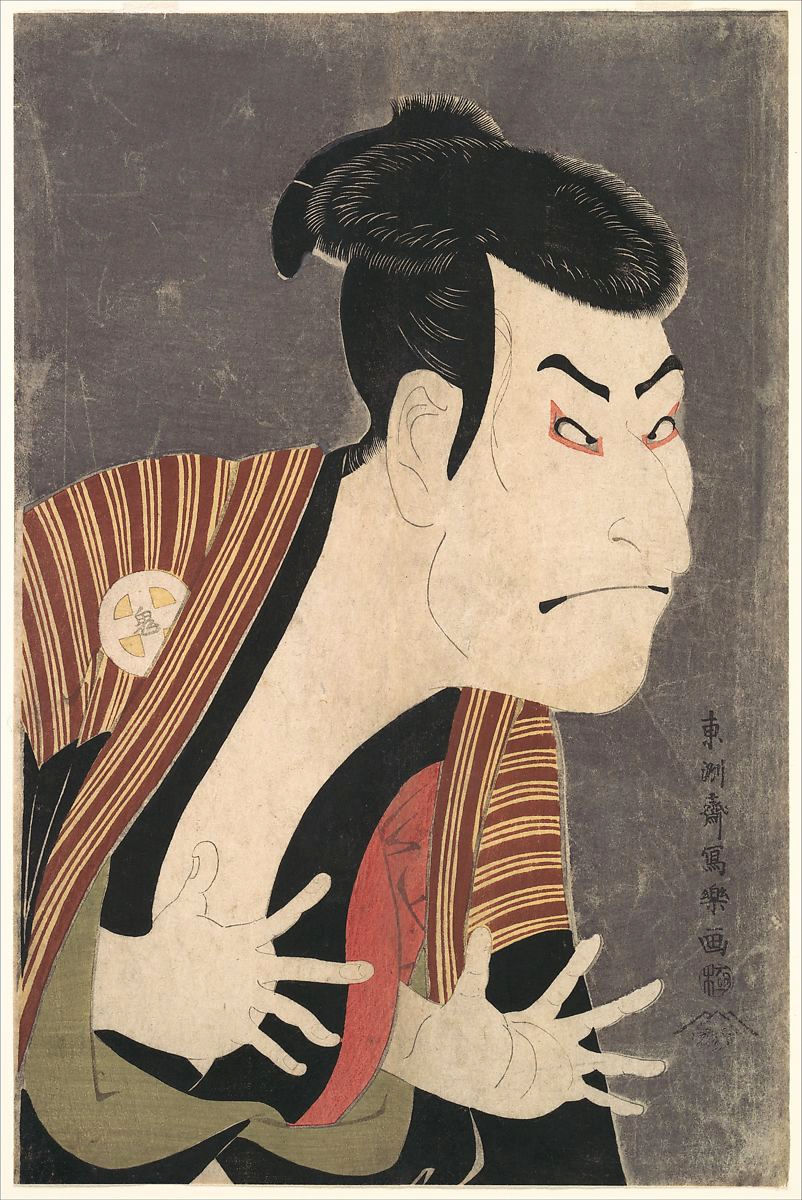
Portrait d'Otani Oniji II par Tōshūsai Sharaku, daté de 1794. L'acteur kabuki dans le rôle de Yakko (valet) Edobe.

Les œuvres composées selon le style hikime kagibana montrent des visages portant des traits essentiellement identiques, « yeux bridés et nez crochus ». Ce style ne permet pas non plus une vue de face complète d'un visage. Seulement deux points de vue principaux sont utilisés pour représenter des visages : un angle oblique de 30 degrés par rapport à l'avant et un angle droit donnant un profil. Lorsque les visages sont présentés à partir d'un angle droit, les sourcils et les coins des yeux sont visibles mais le nez ne l'est pas — chose impossible dans la réalité.